# S/2021 J 6
S/2021 J 6 — невеликий зовнішній природний супутник Юпітера, відкритий Скоттом Шеппардом, Девідом Толеном та Чедвіком Трухільйо 5 серпня 2021 року за допомогою 8,2-метрового телескопа Субару в обсерваторії Мауна-Кеа, Гаваї. Про це було оголошено Центром малих планет 20 січня 2023 року після того, як спостереження були зібрані протягом досить тривалого періоду часу, щоб підтвердити орбіту супутника. Супутник був знайдений під час попередніх спостережень ще 2 жовтня 2010 року.
S/2021 J 6 є частиною групи Карме, тісного скупчення ретроградних, нерегулярних супутників Юпітера, які рухаються по орбітах, подібних до Карме, за великими півосями між 22–24 мільйонами км, ексцентриситети орбіти між 0,2–0,3, а нахили між 163–166°. Повний оберт навколо Юпітера робить за 732,55 земних доби з нахилом 166,49°. Має діаметр близько 1 км і абсолютну величину 17,3, що робить його одним із найменших відомих супутників Юпітера.